# 1825年の相撲
1825年の相撲（1825ねんのすもう）は、1825年の相撲関係のできごとについて述べる。

## 興行
- 1月場所（江戸相撲）[1]
  - 興行場所:御蔵前八幡宮境内
  - 3月12日（旧1月23日）より晴天10日間興行
- 6月場所（大坂相撲）[2]
  - 興行場所:難波新地
  - 7月21日（旧6月6日）より興行
- 7月場所（京都相撲）[3]
  - 晴天10日間興行
- 10月場所（江戸相撲）[4]
  - 興行場所:芝神明宮境内
  - 11月27日（旧10月18日）より晴天10日間興行

## 誕生
- 4月20日（文政8年3月3日） - 不知火光右衛門

## 死去
- 4月9日（旧暦2月21日） - 雷電爲右エ門